# بيتر أنطوان
بيتر أنطوان (بالسويدية: Peter Antoine)‏ هو لاعب كرة قدم ألماني، ولد في 25 سبتمبر 1944. لعب مع بايرن ميونخ.